# Jukka Keskisalo
Jukka Pekka Sakari Keskisalo (* 27. března 1981, Varkaus) je finský atlet, běžec, jehož specializací je běh na 3000 metrů překážek, tzv. steeplechase.

## Kariéra
V roce 1999 na juniorském mistrovství Evropy v lotyšské Rize doběhl ve finále na sedmém místě. Sedmý skončil také o rok později na MS juniorů v chilském Santiagu. V roce 2003 vybojoval bronzovou medaili na mistrovství Evropy do 23 let v Bydhošti a doběhl devátý na světovém šampionátu v Paříži. Na následujícím MS v atletice 2005 v Helsinkách skončil v rozběhu.
Největší úspěch své kariéry zaznamenal v roce 2006 na evropském šampionátu ve švédském Göteborgu, kde získal v čase 8:24,89 zlatou medaili. Druhý José Luis Blanco ze Španělska ztratil více než sekundu (8:26,22) a bronz vybojoval Francouz Bouabdellah Tahri v čase 8:27,15. Na světovém poháru 2006 v Athénách doběhl na čtvrtém místě.
V roce 2008 se kvalifikoval do Pekingu na letní olympijské hry. Pár dní před závodem si však přivodil zranění a do úvodního rozběhu nakonec nenastoupil. Na Mistrovství světa v atletice 2009 v Berlíně doběhl ve finále na 8. místě v čase 8:14,47 jako druhý nejlepší z Evropanů. V témž roce obsadil páté místo na světovém atletickém finále v Soluni. Z důvodu zranění zad neobhajoval titul na Mistrovství Evropy v atletice 2010 v Barceloně.